# Ranstadt
Ranstadt è un comune tedesco di 5 374 abitanti situato nel land dell'Assia.

## Galleria d'immagini

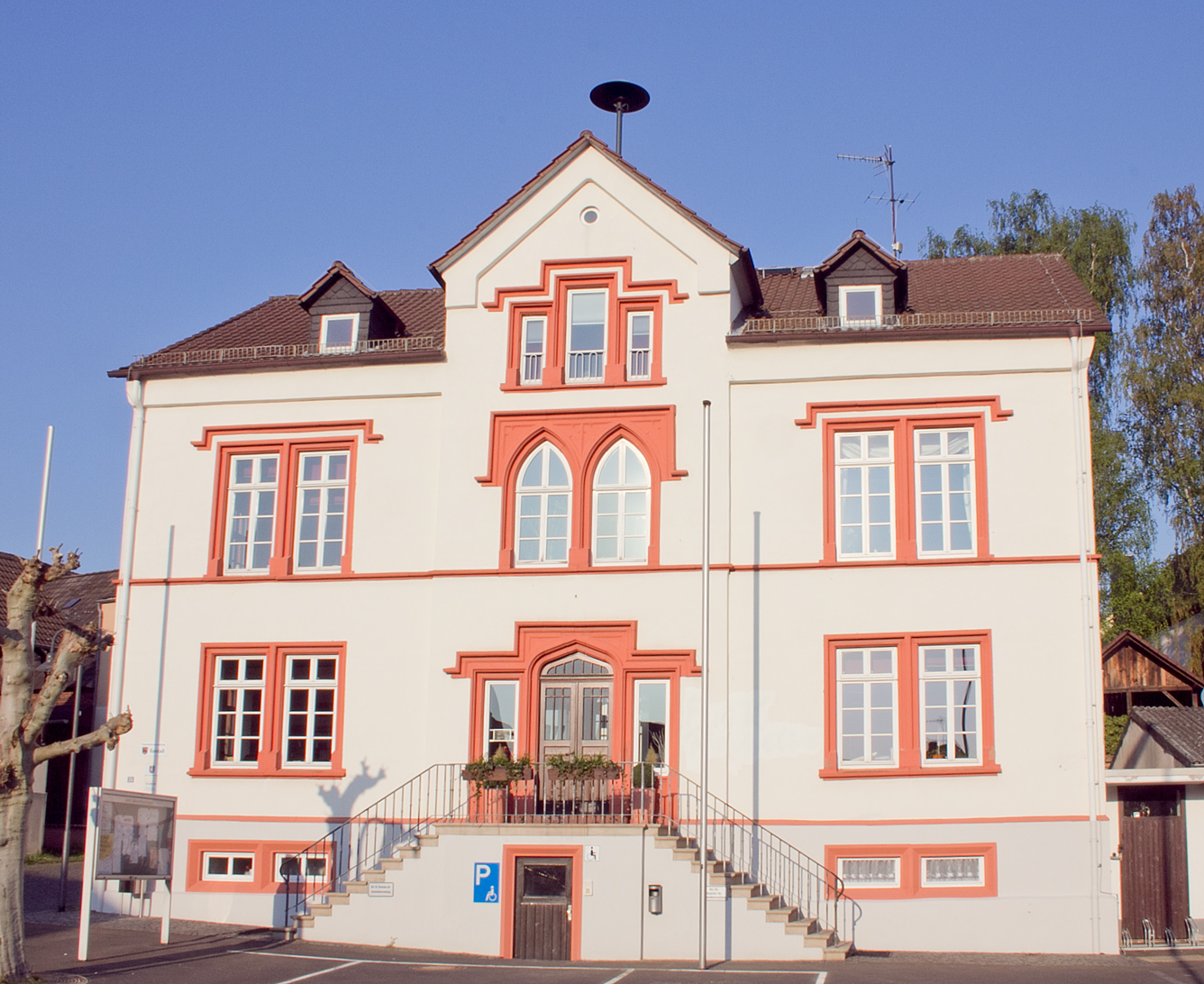
Municipio
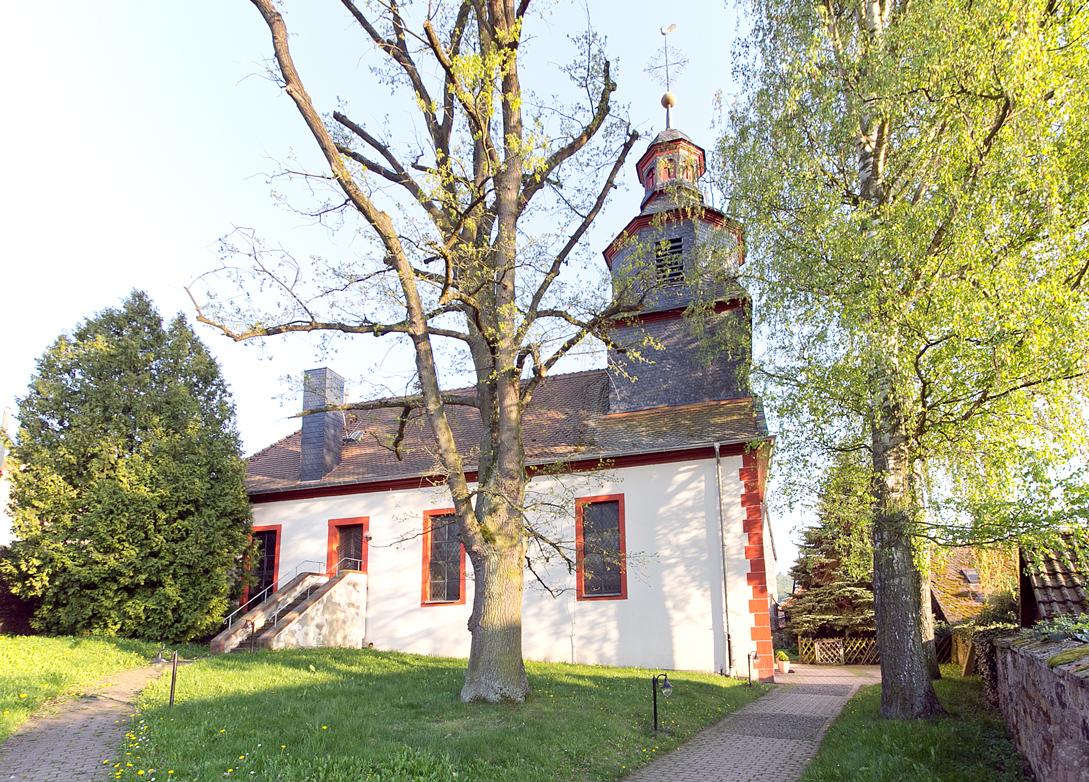
Chiesa